# Bunchosia hartwegiana
Bunchosia hartwegiana är en tvåhjärtbladig växtart som beskrevs av George Bentham. Bunchosia hartwegiana ingår i släktet Bunchosia och familjen Malpighiaceae. Inga underarter finns listade i Catalogue of Life.